# Чёрная жемчужина
«Чёрная жемчужина» (исп. Perla negra) — аргентинская теленовелла, 200 серий.
В главных ролях — Андреа Дель Бока и Габриэль Коррадо
Производство аргентинских студий Artear S. A. и Sonotex 1994 год
Сценарий — Энри́ке То́ррес, Эдуардо Гольдман
Продюсер — Орнелла Дзампичинини, Рауль Лекуна, Ян Дори
Режиссёр — Николас дель Бока, Гайта Арагона
Первый показ в России с 1 июня 1998 по 18 марта 1999 года на РЕН ТВ и с 17 февраля по 7 декабря 2000 года на РТР.

## Сюжет

### Предыстория
Росалия Монкада вынуждена терпеть измены её богатого мужа дона Карлоса Пачеко-Уэрго, дабы их семья сохранила статус-кво в богатом обществе. Чтобы стерпеть обиды, Росалия, как она много позже рассказывает, «захлопывает своё сердце» и кажется окружающим очень жестокой, но в конечном итоге и её сражает настоящая любовь. Уже будучи немолодой у неё случается любовная интрижка с доктором-евреем Бенхамином Ванштейном, который, однако, не был влюблён в Росалию и, будучи на тот момент молодым студентом и подвергаясь дискриминации из-за антисемитизма, просто очень нуждался в деньгах (в частности, Росалия помогла ему открыть клинику). К тому же, он был влюблён в девушку Ренату, которая, в свою очередь, была невестой сына Росалии и Карлоса Марио. В итоге Росалия беременеет от Бенхамина. Поскольку скандал семье ни к чему, то когда рождается ребёнок — девочка, — дон Карлос раздаёт кому надо взятки, и роды Росалии проходят анонимно, а девочка не получает никакого свидетельства о рождении и вообще фактически не существует.
Росалия и сама не рада рождению ребёнка, поэтому отдаёт девочку Ренате, которая, прикрыв лицо чёрной вуалью, устраивает анонимную встречу с известной своей алчностью директрисой-англичанкой частного Колледжа-Пансиона Святой Матильды Хелен Клинтон. Она отдаёт ей свёрток с девочкой, в который вкладывает письмо с инструкциями и мешочек с 22 чёрными жемчужинами, после чего уходит. Из письма Хелен узнаёт, что ей предлагают заключить сделку: она берёт девочку на воспитание и обучение в свой пансион (ситуацию со свидетельством о рождении Хелен придётся решить самой), а платой за всё это будут эти 22 жемчужины (Рената говорит, что эти жемчужины  уникальны: когда-то Марко Поло вывез их из Китая в Италию), и последнюю из них Хелен должна будет подарить девочке на совершеннолетие. В случае отказа мисс Хелен должна будет отнести девочку и жемчужины в полицию (чтобы директриса не вздумала прикарманить жемчуг к себе, Рената в письме грозится, что всё время будет следить за ней). Хелен соглашается на сделку, девочку называют Перла Фонсека (исп. perla, жемчуг). Хоть и не зная родительской заботы Перла вырастает доброй, отзывчивой и уверенной в себе. 
Рената так и не становится невестой Марио, потому что он влюбляется в другую девушку, которую Росалия считает не ровней их семье, но Марио идёт ей наперекор. Они женятся и у них рождается дочь Эва (причём происходит это примерно в то же время, когда Росалия рожает Перлу). В итоге Эва не вызывает у бабушки никакой любви, в то время как Карлос её обожает. Через некоторое время в семье Пачеко-Уэрго случается трагедия: Марио и его жена погибают в автокатастрофе. Эва, которой теперь 8 лет, окончательно становится не в радость Росалии и Карлос решает поместить девочку в частную школу-пансион. И по совпадению его выбор падает на пансион Хелен. Перла и Эва, будучи ровесницами, сближаются и, несмотря на социальную разницу, становятся настоящими подругами.

### Основной сюжет
Перла становится совершеннолетней и получает последнюю чёрную жемчужину. Всё это время она и Эва не покидали пансиона. Из всей семьи Пачеко-Уэрго Эву навещает только дед. Размышляя о своей дальнейшей жизни и о том, что ей делать после того, как она получит аттестат, Перла сталкивается с молодым человеком Томасом Альваресом-Толедо, сыном Федерико — мужа Ренаты, который надевает ей кольцо и говорит, что цыганка нагадала ему встретить в этот день свою будущую жену. Перла не верит ему, даёт пощечину и убегает. А чуть позже Томас знакомится с Эвой, говоря ей те же самые слова, только в отличие от Перлы, Эва ему полностью верит. Вскоре Эва понимает, что беременна, а Томас позорно сбегает, так как сам он в то же время встречается с кузиной Эвы Мальвиной. Перла клянётся отомстить Томасу и уговаривает подругу оставить ребёнка, а мисс Хелен — не поднимать шум, чтобы не нанести удар по репутации её школы. У Эвы рождается сын, которого она называет Карлосом (в честь дедушки) Томасом (в честь самого Томаса), но между собой Перла и Эва зовут его Чарли. Чтобы ребёнок носил фамилию, на роль «отца» выбирают Закариаса — шофёра пансиона и, по совместительству, любовника мисс Хелен. Мальчика, тем не менее, приходится отдать на временное содержание опекунам.
Перле утешает Дона Карлоса (тому удаётся увидеть правнука), но в разговоре с ним она всё же называет имя Томаса. После этого Дон Карлос возвращается домой, куда Мальвина в тот момент привела Томаса, чтобы познакомить его со своей семьёй. Услышав его имя, Дон Карлос зовёт Томаса в отдельную комнату, чтобы разобраться с ним «по-мужски», но не успевает ему ничего сказать, так как у него случается сердечный приступ, и он умирает. Когда вскрывается завещание, Росалия, Мальвина и её отец Лауреано впадают в ярость: весь семейный бизнес — косметическую фирму «Нерта», — Дон Карлос завещал Эве. Эва решает, что, вступив в права наследства, они с Перлой снимут в Буэнос-Айресе отдельную квартиру и заберут к себе Чарли. Она едет в столицу, чтобы увидеться с семьей, а заодно просит Перлу поехать с ней. Но машина, на которой их везёт Закариас, ломается и последний сажает девушку на встречную попутку, которая через некоторое время теряет управление и вылетает в кювет. Эва без сознания, а раненная Перла с трудом вылезает из машины, отползает на расстояние и теряет сознание, после чего машина с Эвой взрывается. Так получилось, что перед аварией Эва отдала Перле свою сумку, которую Перла потом не выпускала из рук, из-за чего в больнице её идентифицируют, как Эву Пачеко-Уэрго, а саму Эву хоронят под именем Перлы. Когда Перла в больнице слышит, как её называют Эвой, она внезапно слышит голос самой Эвы, которая просит подругу занять её место ради Чарли.
Встреча с семьёй проходит напряженно (Росалия напрямую говорит девушке, что не рада её видеть), хотя никто подлога не замечает — Росалия и все остальные члены семьи видели Эву последний раз перед её отправкой в пансион. Перла очень скоро находит себе союзницу — Ану-Марию, которая работала у Дона Карлоса. Несмотря на откровенную неприязнь семьи (только брат Мальвины и его бабушка Бланка хорошо относятся к Перле) Эва стойко держит позицию и даже встреча с Томасом не раскрывает её личность — она и Эва, при общении с ним, не раскрывали своих настоящих имён. Бабушка Росалия, которая притворяется слепой, обошлась с ней плохо, кроме того, у неё появился враг — её «кузина» Мальвина, которая всегда была любимицей Росалии, к тому же выяснилось, что жених кузины — Томас, отец ребенка Эвы, хозяин компании «Акварель», конкурент «Нерты». Девушка боится, что он узнает её, но этого не произошло. Перла пытается убедить себя, что она ненавидит Томаса и ей руководит только месть, но сердце и подруга Эва, которая после смерти стала к ней приходить твердят, что это любовь.
В это время Чарли становится плохо и у него обнаруживается начальная стадия лейкемии, для операции нужно, чтобы кто-то из родителей стал донором. Перла уговорила Томаса стать донором для Чарли, не сказав при этом, что он его настоящий отец. Операция прошла удачно и Чарли поправился, но в особняк нагрянули нежданные гости мисс Хелен и Закариас, шантажируя Перлу, тем что они расскажут, кто она на самом деле и чей это ребенок. Они остаются жить в особняке и позже выясняют, что Росалия вовсе не слепая…
Однажды Мальвина подслушивает разговор между Перлой и Аной-Марией (единственной подругой Перлы, которая знает о ней всю правду), о том, что Чарли является сыном Томаса. Перла решает рассказать Томасу правду о сыне и говорит что она — не мать ребенка, но он — отец мальчика, Томас ей не верит. А в особняке Закариас убивает Хелен, потом в этом раскаивается, а 22 черных жемчужины, когда-то данные на воспитание Перлы, спасают фирму «Нерта» от разорения.
Мальвина выясняет личность своей «кузины» и рассказывает обо всем Томасу, Томас забирает у Перлы ребенка. Перла просит помочь адвоката Матиаса вернуть ребенка, но тот не видит решения проблемы…
Не имея понятия, как обращаться с детьми, Томас нанимает няню по имени Андреа, не подозревая о том, что это Перла, переодетая, в черном парике, с бородавкой на носу и ужасными очками. Так Перле удается проводить время с крёстным сыном.
Однажды Перла, выходя из библиотеки, слышит разговор Бланки (бабушки Мальвины) о том, что настоящая мать Перлы это Росалия, а её отец Бенхамин, Перла разгневана, она убегает из дома..

## В ролях
- Андреа дель Бока — Перла
- Габриэль Коррадо — Томас Альварес-Толедо
- Мария Роса Гальо — Росалия Пачеко Уэрго
- Милли Стегман — Мальвина
- Хорхе Д'Элия — Фернандо Альварес Тольедо
- Сесилия Мареско — Рената
- Марсела Герти — Эва
- Энри Сакка — Данте
- Джино Ренни — Лауреано
- Норберто Диас — Джуниор
- Мария Пиа Галеано — Лусила
- Эдуардо Сапак — Августин
- Вивиана Саэс — Ана Мария
- Хосе Мария Лопес — Закариас
- Рехина Ламм — мисс Хелен
- Патрисия Кастель — Бланка
- Ракель Касаль — Иботи
- Марсело Косентино — Элиас
- Освальдо Тессер — Алан
- Альфредо Семма — Бенхамин Вайнштейн
- Факундо Арана — Леонардо Бастидас
- Рита  Терранова  - Мария
- Карлос Ривкин - Леон  Вайнштейн
- Густаво  Гильен  - Матиас  Вольфенсон
- Наталио  Хоксман  - Карлос  Пачеко   Уэрго
- Вальтер  Соубри  - Доктор  Карисомо
- Марсела  Руис  - Бруна
- Умберто  Серрано - Орасио  дель  Канале
- Тереза   Каландра - Паула
- Хульета  Мелоньо  - Эсмеральда
- Ана  Маэстрони  - Маргарита  Перес Компано
- Гвадалупе  Мартинес  Урия  -  Ариана
- Стелла  Баэс -  Моника
- Хуан   Игнасио  Массаломо  - Чарли  ( Карлитос )
- Вероника   Руано - Отилия
- Валентина   Басси  -  Тереса
- Патрисия  Маргал - Мишель
- Мара  Линарес  - Клаудия
- 200 серий. Показ в России на телеканалах REN TV, РТР, Пятый канал

## Дубляж на русский язык
На русский язык роли озвучивали Татьяна Иванова, Наталья Данилова, Юрий Радкевич и Вадим Никитин.

## Дополнительная информация
- Заглавную песню к сериалу исполнила Andrea Del Boca (Андреа Дель Бока) — El Amor
- В 2012 году вышел ремейк сериала под названием «Бриллиантовая роза» (Мексика)